# Heteropogon ornatipes
Heteropogon ornatipes är en tvåvingeart som beskrevs av Friedrich Hermann Loew 1851. Heteropogon ornatipes ingår i släktet Heteropogon och familjen rovflugor. Inga underarter finns listade i Catalogue of Life.